# Coto Makassar
Coto Makassar ist ein traditionelles Gericht der indonesischen Küche aus Makassar, das aber auch in vielen anderen Regionen in Indonesien angeboten wird.
Es besteht aus einer Brühe mit Gemüse und Rindfleischstücken, in einfacheren Restaurants mit verschiedenen Innereien und Suppenknochen vom Rind. Dazu werden Reiskuchen gereicht, in Süd-Sulawesi (der Provinz, in der Makassar liegt) Burasa, im übrigen Indonesien Ketupat. Weiterhin wird die Suppe mit einer Schale mit gerösteten Schalotten und in Würfel geschnittene Kaffernlimettenstücke serviert.

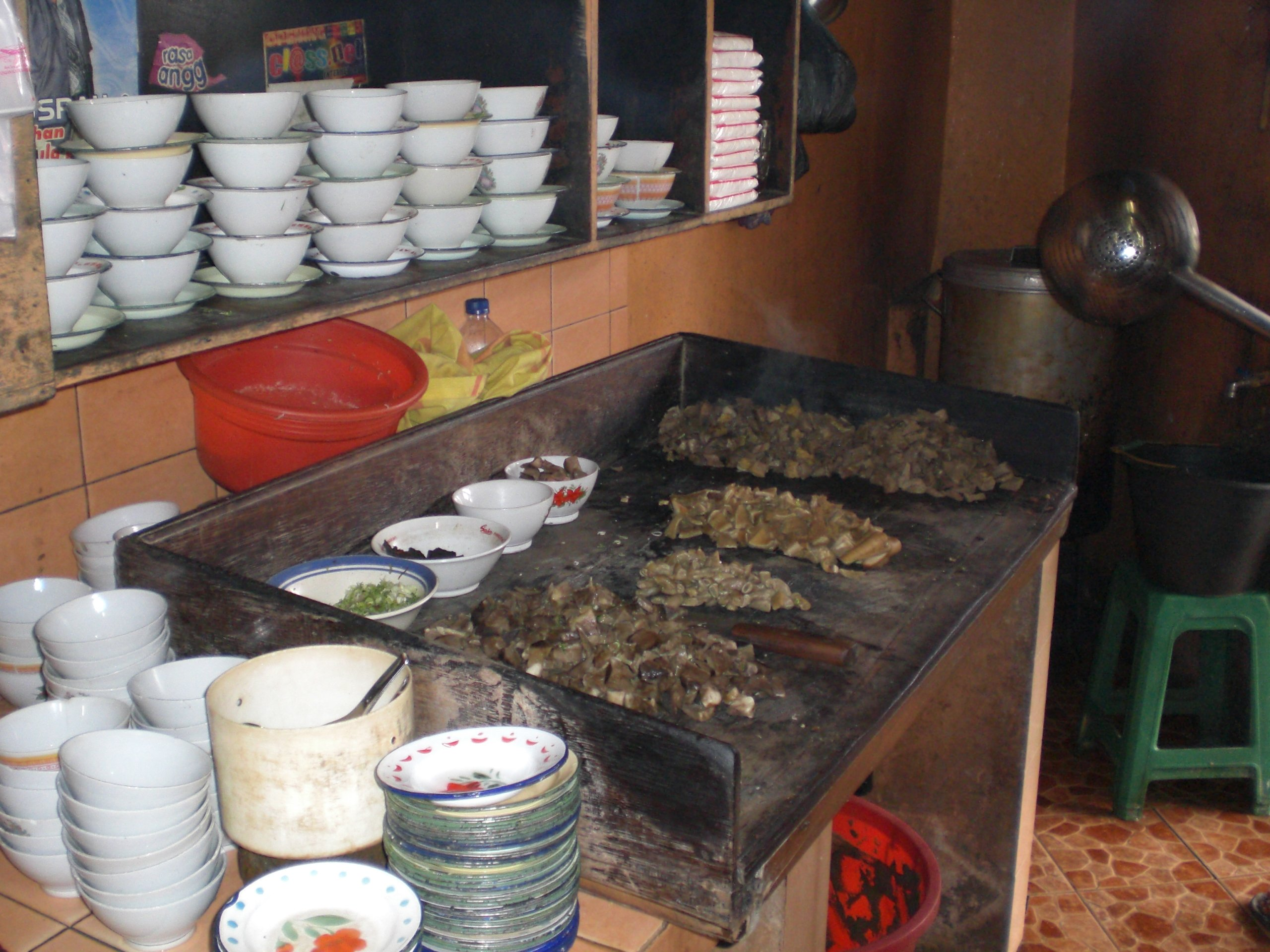
Rindfleischstücken als wichtigste Zutat
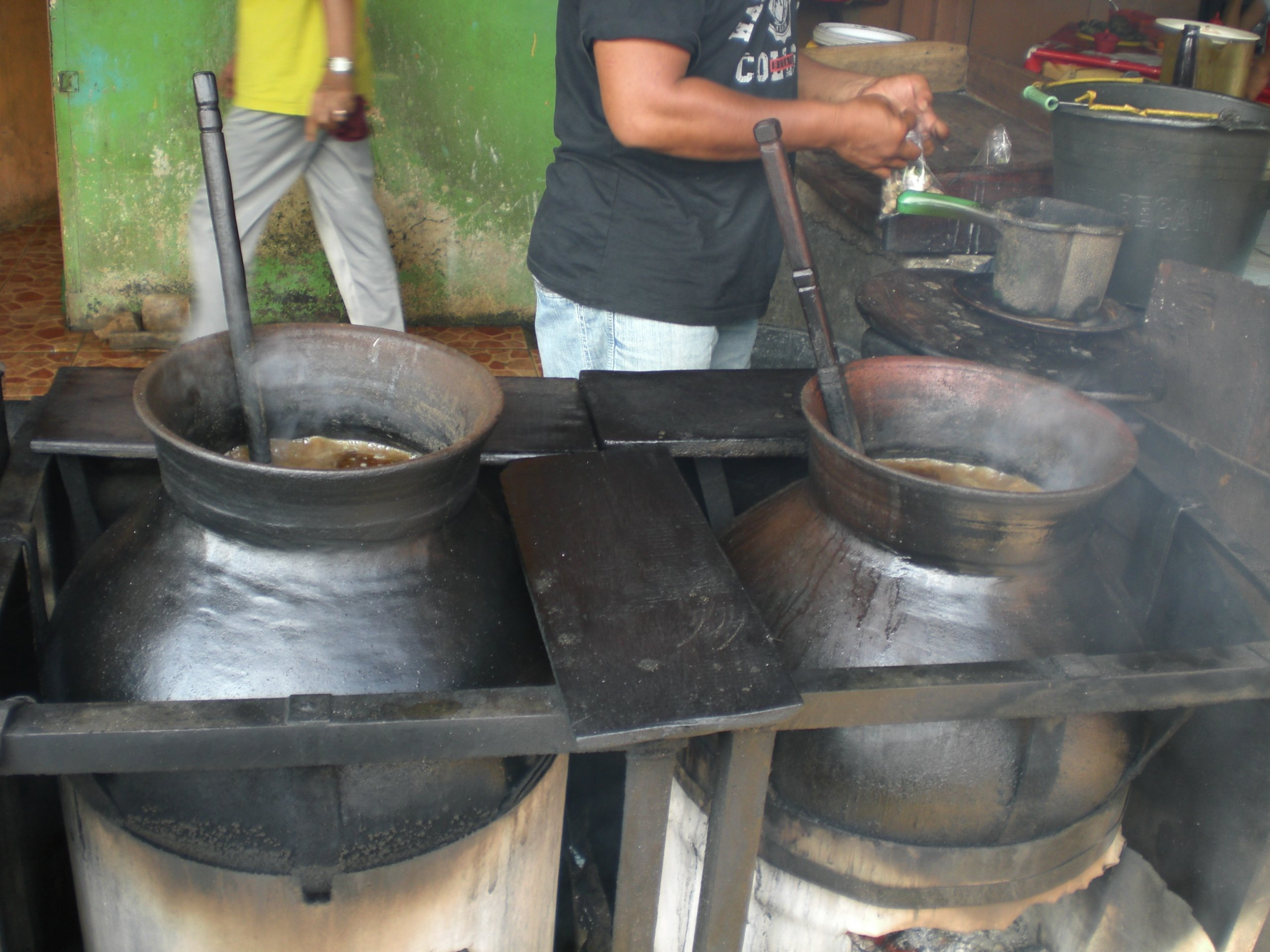
Traditionelle Zubereitung
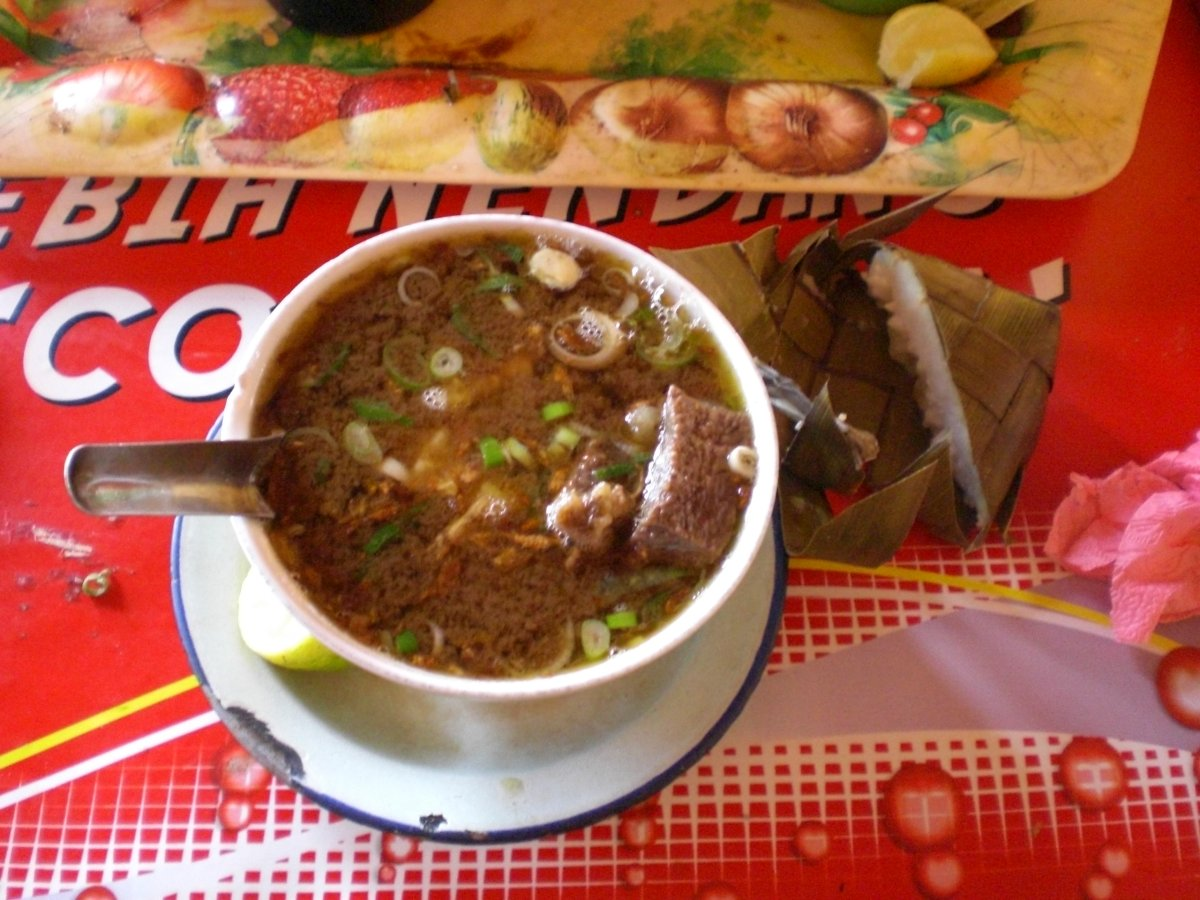
Fertiges Coto mit Ketupat